# Maryland (Nowy Jork)
Maryland – miasto w Stanach Zjednoczonych, w stanie Nowy Jork, w hrabstwie Otsego.